# Catamblyrhynchus
Catamblyrhynchus is een geslacht van zangvogels uit de familie Thraupidae (tangaren). 
Het geslacht is monotypisch:

- Catamblyrhynchus diadema  – Fluweelkaptangare